# Glutammato sintasi (NADPH)
La glutammato sintasi (NADPH) è un enzima appartenente alla classe delle ossidoreduttasi, che catalizza la seguente reazione:
2 L-glutammato + NADP+ ⇄ L-glutammina + 2-ossoglutarato + NADPH + H+
È una flavoproteina contenente cluster ferro-zolfo. Nella reazione inversa l'ammoniaca può reagire in luogo della glutammina, ma più lentamente.